# Lee Pockriss
Lee Julian Pockriss (Nova Iorque, 20 de janeiro de 1924 – 14 de novembro de 2011) foi um compositor americano que escreveu canções populares e trilhas sonoras para filmes e shows da Broadway, principalmente durante as décadas de 1960 e 1970.

## Início da vida e carreira
Nascido no Brooklyn e se formando na Erasmus Hall High School, sua educação no Brooklyn College foi interrompida pela Segunda Guerra Mundial, onde serviu como criptógrafo para a Força Aérea do Exército dos EUA.
Após seu retorno, ele estudou inglês e música no Brooklyn College e, mais tarde, cursou pós-graduação em musicologia na Universidade de Nova York.

## Composições de sucesso
Tendo Paul Vance como coautor, escreveu:
- Catch a Falling Star, de Perry Como,[nota 2] gravada em 1957;[3]
- Itsy Bitsy Teenie Weenie Yellow Polkadot Bikini, de Brian Hyland , gravada em 1960;[nota 3]
- Tracy, de The Cuff Links , gravada em 1969.

Sobre seu parceiro de composição, Paul Vance, Lee Pockriss disse:

Ele entende de público; eu, da profissão.— Lee Pockriss

## Outros sucessos
Com Hal Hackady, ele co-escreveu:
- The Key, de Billy Thornhill, gravado em 1968 pela Wand Records;
- a balada Kites , gravada pela primeira vez pelos The Rooftop Singers.[nota 4]

Ele também escreveu " My Little Corner of the World ", de Anita Bryant , gravado em 1960, " Johnny Angel ", de Shelley Fabares , gravado em 1962, e " Playground in My Mind ", de Clint Holmes , gravado em 1972.

## No cinema
Com a letrista Anne Croswell, ele escreveu as canções para o musical da Broadway Tovarich , estrelado por Vivien Leigh , que recebeu uma indicação ao Grammy de Álbum do Elenco Original. Pockriss e Croswell também colaboraram no frequentemente produzido Ernest in Love (baseado em The Importance of Being Earnest ) e Bodo . Pockriss também escreveu a música para os musicais Wonderful Olly , Dolley Madison e Divorce Of Course , outra colaboração com Hal Hackady .
Também escreveu sete canções originais para o longa-metragem de animação da MGM The Phantom Tollbooth, fez a trilha sonora do filme The Subject Was Roses e escreveu as canções-título de One, Two, Three e do faroeste Stagecoach de 1966.
Em 1969, escreveu o musical não produzido "Gatsby" baseado no romance de F. Scott Fitzgerald, com letras de Carolyn Leigh e livro de Hugh Wheeler. UnsungMusicalsCo. Inc. apresentou sua estreia mundial em forma de concerto como parte do Festival de Teatro Musical de Nova York em setembro de 2011.

## Morte
Lee Pockriss morreu aos 87 anos, em 14 de novembro de 2011, em sua casa em Bridgewater, Connecticut, Estados Unidos, após uma longa doença.